# تودني

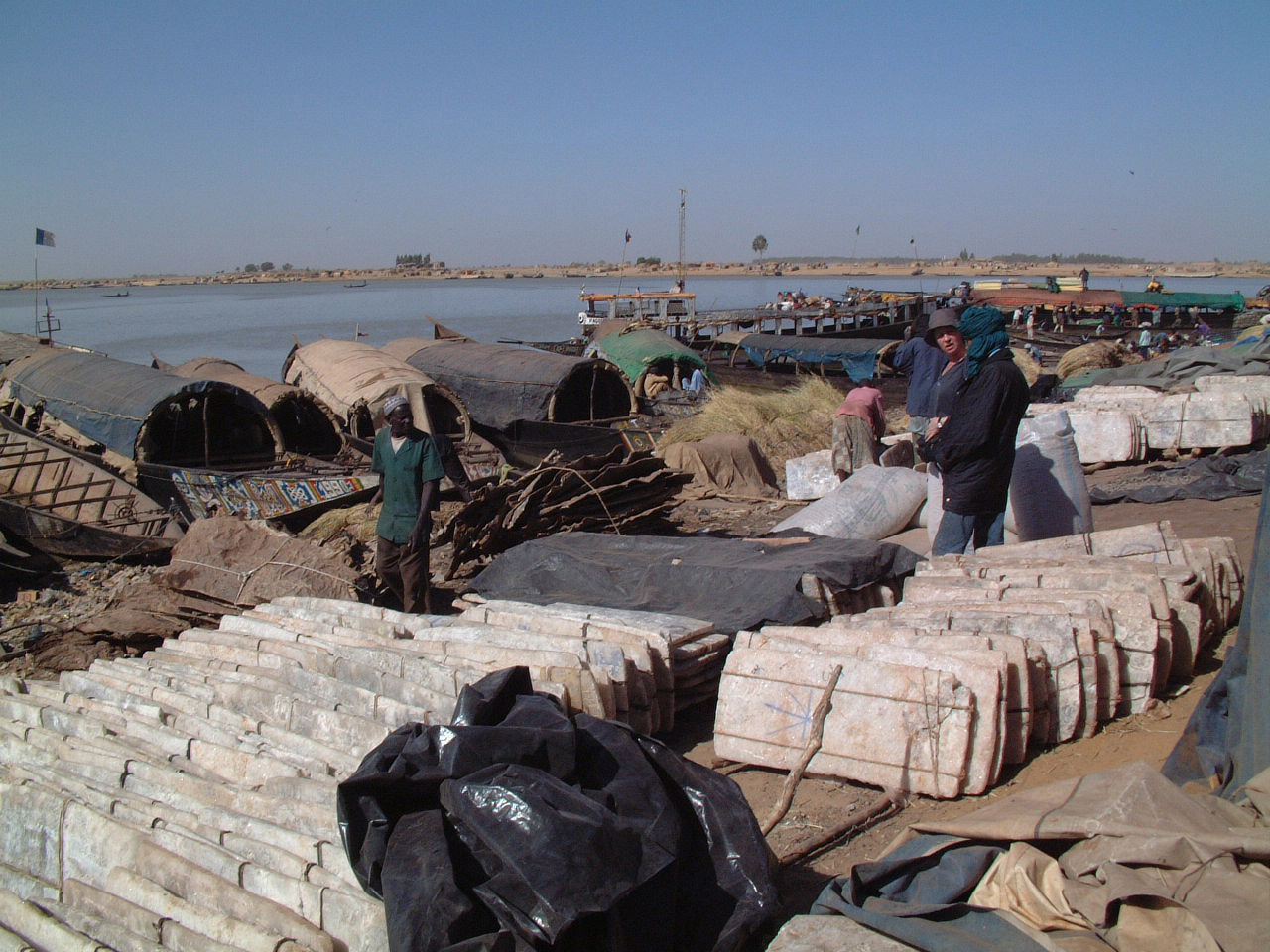
قوالب من الملح من مناجم ملح تودني مصورة في ميناء موبتي.

تَوْدِنّي منطقة نائية تعرف بمناجم الملح في الإقليم الصحراوي الواقع شمالي دولة مالي، والمعروف بأزواد، تبعد 644 كم إلى شمال تمبكتو. ويقيم بها ألف عامل مؤقت من العرب والطوارق الذين ينقلون الملح منها إلى تمبكتو عبر واحة أروان ثم يغادرونها في شهور الصيف فتكاد تكون خاوية.

## الاقتصاد
يحفر فيها للتنقيب عن الملح بالوسائل اليدوية، وقد ترسب الملح في قاع بحيرة مالحة قد اندثرت قديما، فيقطع الملح في قوالب ثم يُنقل بالشاحنات أو بقافلات من الجمال إلى تمبكتو على طريق يسميه الطوارق أزالاي [الإنجليزية].

## التاريخ
ورد ذكر المدينة في كتاب تاريخ السودان لعبد الرحمن السعدي سنة 1586م حين غزت قوات مغربية مركز الملح تغزة الذي يبعد 150كم شمال غرب تودني فانتقل بعض عمال ذاك المنجم إلى تودني. وقد وصفتها وحدة جمالة فرنسية سنة 1906م. ولم يكن بها آنذاك سوى مبنى واحد كان قصر سميدة وأحاط به سياج به باب واحد من الجهة الغربية. ولا تزال آثاره ظاهرة بالقرب من السجن الحديث.
كانت قوالب الملح تُنقل حتى منتصف القرن العشرين الميلادي في قافلتين، أول قافلة تغادر تمبكتو أوائل نوفمبر والثانية تغادر تبكتو أواخر مارس في نهاية الموسم. وقدّر عالم بشر أمريكي أقضى سبعة أشهر في البلدة عدد جمال القافلة الشتوية سنة 1939م بنحو أربعة آلاف جمل وقدّر إجمالي الإنتاج بنحو أربعين ألف قالب ملح. وسجّل «جان كلوزل» ازدياد عدد القوالب التي تبلغ تمبكتو من عشرة آلاف سنة 1926م إلى مائة وستين ألف (أي 4800 طن) سنة 1957م. واندثر الإنتاج في السبعينيات ليبلغ ما بين خمسين وسبعين ألف قالب بحلول نهاية العقد.

## السجن
كان نظام موسى تراوري قد أقام في الستينيات في المدينة نقطة عسكرية وسجن للمعتقلين السياسيين كان نزلاءه يعملون في مناجم الملح. وقد أغلق سنة 1988م. وتشهد مقبرة قائمة إلى اليوم على أسماء عدد منهم وكانوا من القيادات الحكومية التي اتهمها تراوري بمحاولة الانقلاب على حكمه - مثلا رئيس أول حكومة انتقالية يورو دياكيتي إضافة إلى مدير أمن ووزير دفاع ومسئول بشرطة العاصمة ورئيس دائرة.

## الطقس
تعد من أشد بقاع الأرض حرارة، وتبعد أكثر من مائة وخمسين كيلومتر عن أي تجمع سكاني، وهي ذات مناخ صحراوي صيفه ساخن، فتناهز درجات الحرارة 49 درجة مئوية صيفا، و27 شتاء، وهطول الأمطار يكاد يكون منعدما.